# Радио Борово
Радио Борово (хрв. Radio Borovo) је локална, мањинска радио станица српске националне мањине чије се седиште налази у Борову. Радио Борово је најслушанија мањинска радио станица у Хрватској.. Програм радио станице се емитује на српском језику. Фреквенција му је 100,7 MHz.